# Улица Радио (Рига)
Улица Ра́дио (латыш. Radio iela) — улица в исторической части города Риги, в Центральном районе. Проходит от улицы Кришьяня Барона до улицы 13 Января, с другими улицами не пересекается.
Пролегает вдоль парковой зоны у Городского канала и в этом отношении сродни рижским бульварам, в поясе которых и расположена. Застроена лишь одна (западная) сторона улицы.

## Расположение
Улица Радио находится в Центральном районе города, на левом берегу Городского канала недалеко от центрального железнодорожного вокзала. Улица расположена в поясе бульваров и служит одной из границ парковой зоны Городского канала, являющейся памятником архитектуры государственного значения.
Улица Радио пролегает между бульварами Райня и Аспазияс, параллельно им, соединяя улицы Кришьяня Барона и 13 Января. С другими улицами не пересекается.

## История
Местность, по которой проложена улица Радио, до середины XIX века занимал один из равелинов Рижской крепости. После сноса городских укреплений и преобразования крепостного рва в городской канал на этом месте, на берегу канала, возник «льняной» рынок, а на месте нынешней застройки располагалась его весовая. В 1882 году, после крупного пожара в Первом городском театре, на месте рынка по проекту Генриха Шеля был выстроен деревянный временный театр («Интерим-театр») на 1200 мест, действовавший до 1887 года.
После переноса представлений в восстановленное здание Интерим-театр был разобран, а на его месте началось строительство ныне существующих каменных зданий. В одном из них с 1925 года разместился «Рижский радиофон» — первая государственная латвийская радиостанция, после чего пролегающая вдоль него безымянная улица получила своё нынешнее название. В годы немецкой оккупации улица именовалась Rundfunkstrasse (немецкая калька с оригинального названия); других переименований не было.
В 1947 году по улице проложена трамвайная линия, что позволило создать разворотное кольцо для ряда маршрутов.

## Транспорт
Проезжая часть улицы Радио на всём протяжении покрыта брусчаткой, широкие тротуары асфальтированы. По улице пролегает двухпутная трамвайная линия; движение других видов транспорта (кроме трамвая или временно заменяющих его маршрутов автобуса) запрещено. Тротуары на улице Радио не имеют возвышения над проезжей частью. Общая длина улицы составляет 161 метр.
На улице Радио расположена остановка трамвая «Stacijas laukums», а на берегу Городского канала имеется пристань для прогулочных катеров «Radio iela» с пунктом проката катамаранов.

## Строения
Капитальные здания, составляющие ансамбль улицы Радио, относятся к соседнему бульвару Аспазияс:
- дом № 5, обращённый к улице Кришьяня Барона, построен в 1902—1904 годах как здание городской почты и телеграфа (архитектор Главного управления почт и телеграфов Л. И. Новиков, инженеры-строители Юлиус Пфайфер, В. И. Лунский); в последующем расширен пристройками (крыло вдоль улицы Радио построено около 1910 года), а в 1929—1932 годах надстроен двумя этажами, где разместился «Радиофон» и междугородная телефонная станция[5]. При отступлении немецких войск из Риги, 12 октября 1944 года, здание было сожжено[16]; в 1947—1950 восстановлено и приспособлено для учебных нужд (высшее военное училище, строительный техникум, в настоящее время — факультеты Латвийского университета[17][18];
- дом № 7, обращённый к улице 13 Января — бывшее Полицейское управление (1889—1891, архитектор Рейнгольд Георг Шмелинг; в 1908—1909 здание расширено по проекту того же архитектора, в том числе построено крыло вдоль ул. Радио). В настоящее время здание занимает Многоотраслевая специализированная прокуратура Латвии[19].

Адрес по улице Радио имеет лишь один земельный участок, прилегающий к Городскому каналу. В 1932 году (по другим сведениям, в 1925) здесь были сооружены две 45-метровые мачты для радиовещания. В октябре 1944 года одна из этих мачт была взорвана, вторая сохранилась благодаря повреждению бикфордова шнура. В советское время уцелевшая мачта была надстроена до высоты 76 метров; снесена в 1994 году. В настоящее время на этом участке действует парковое кафе «Kas dārzā».

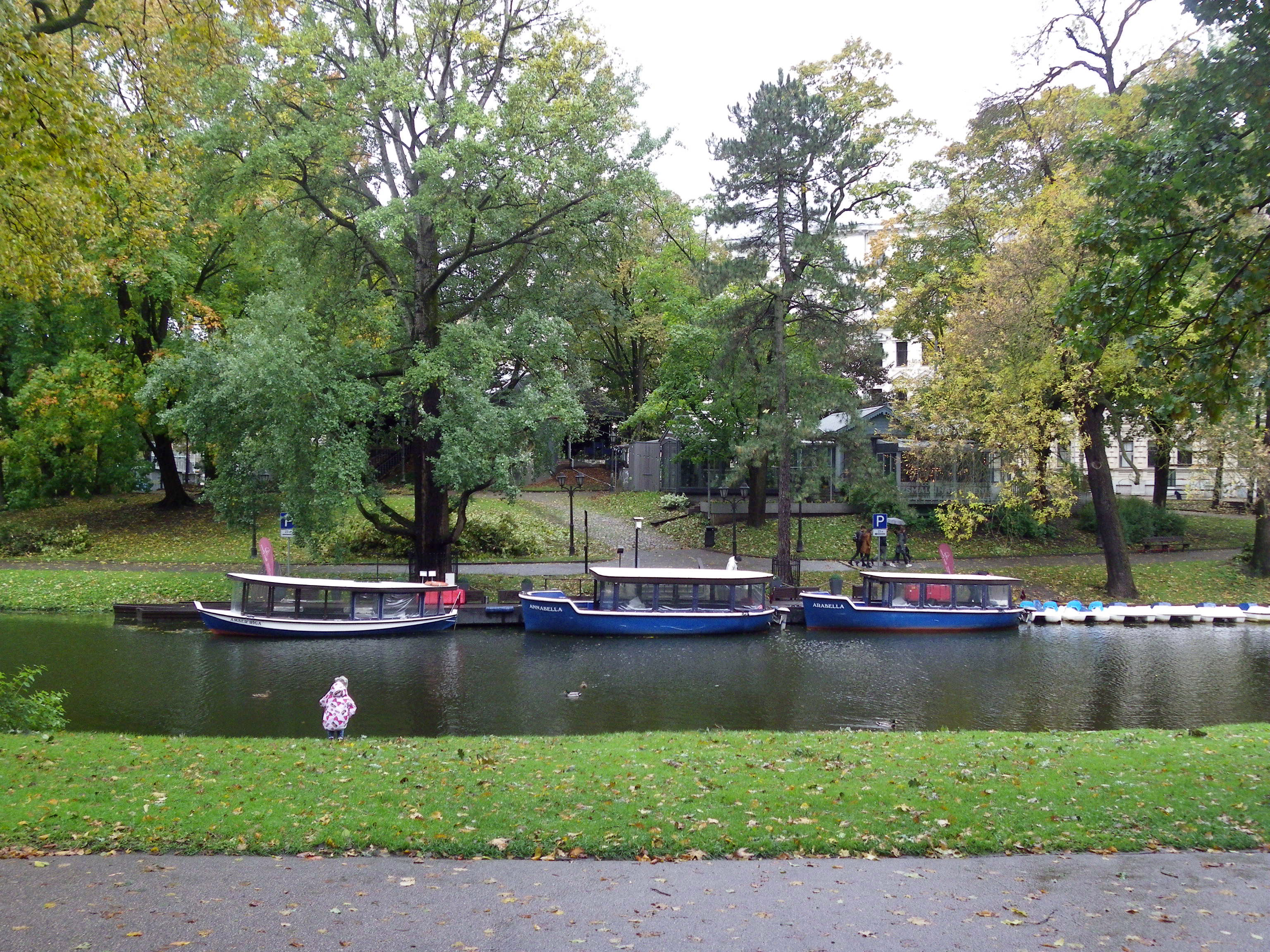
Пристань «Radio iela» на канале
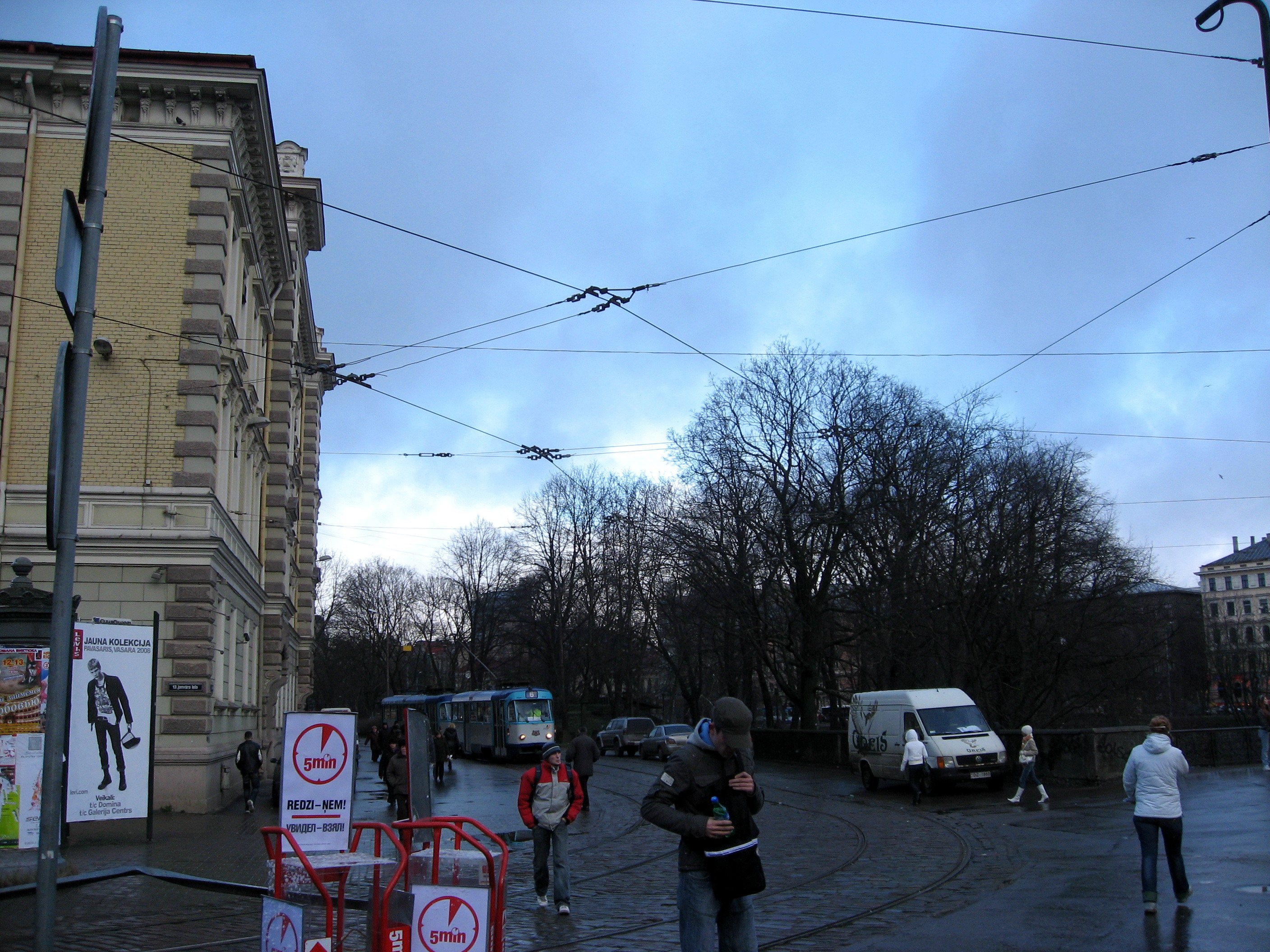
Вид от улицы 13 Января
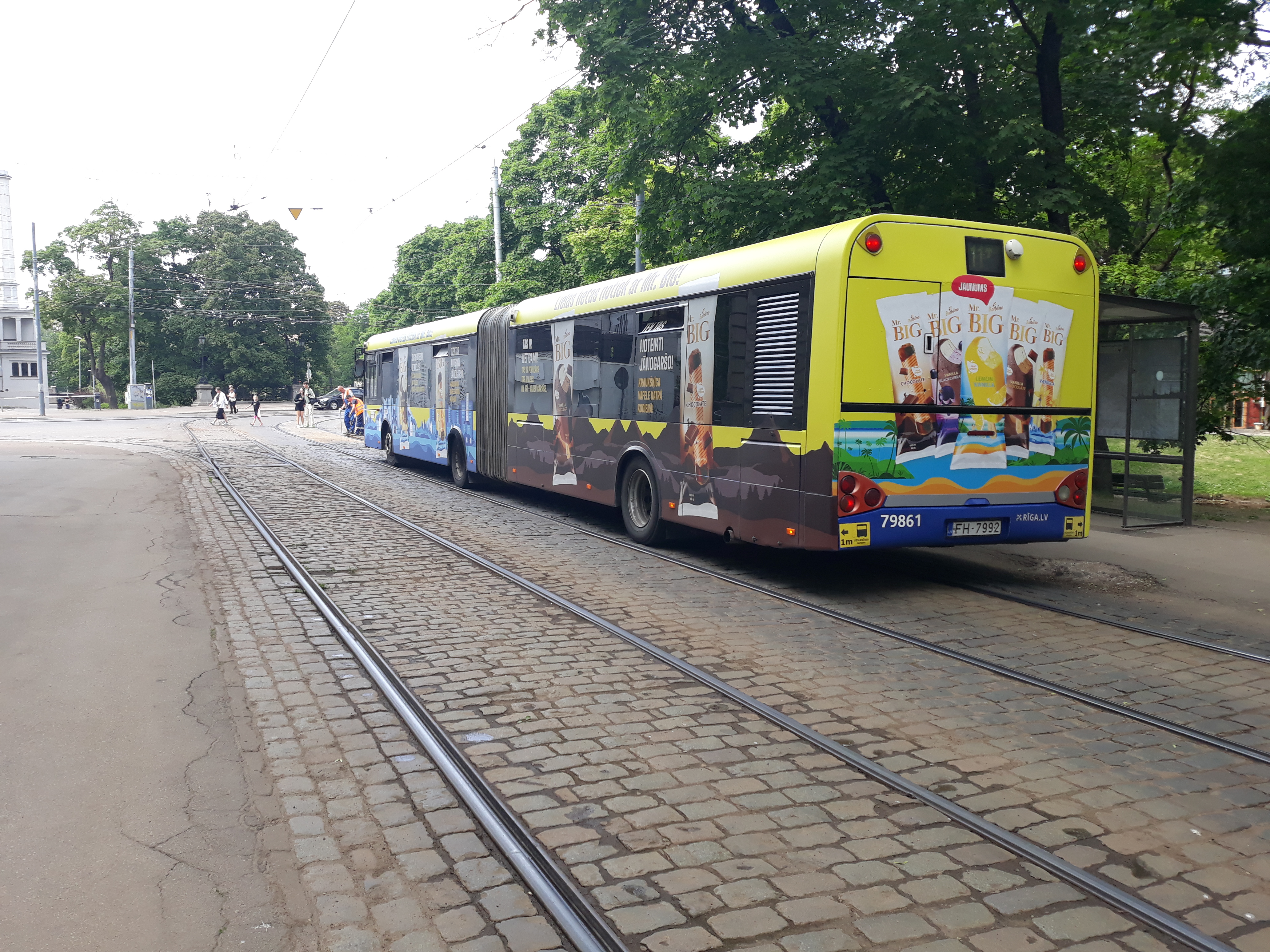
Автобус 11T, заменяющий трамвай
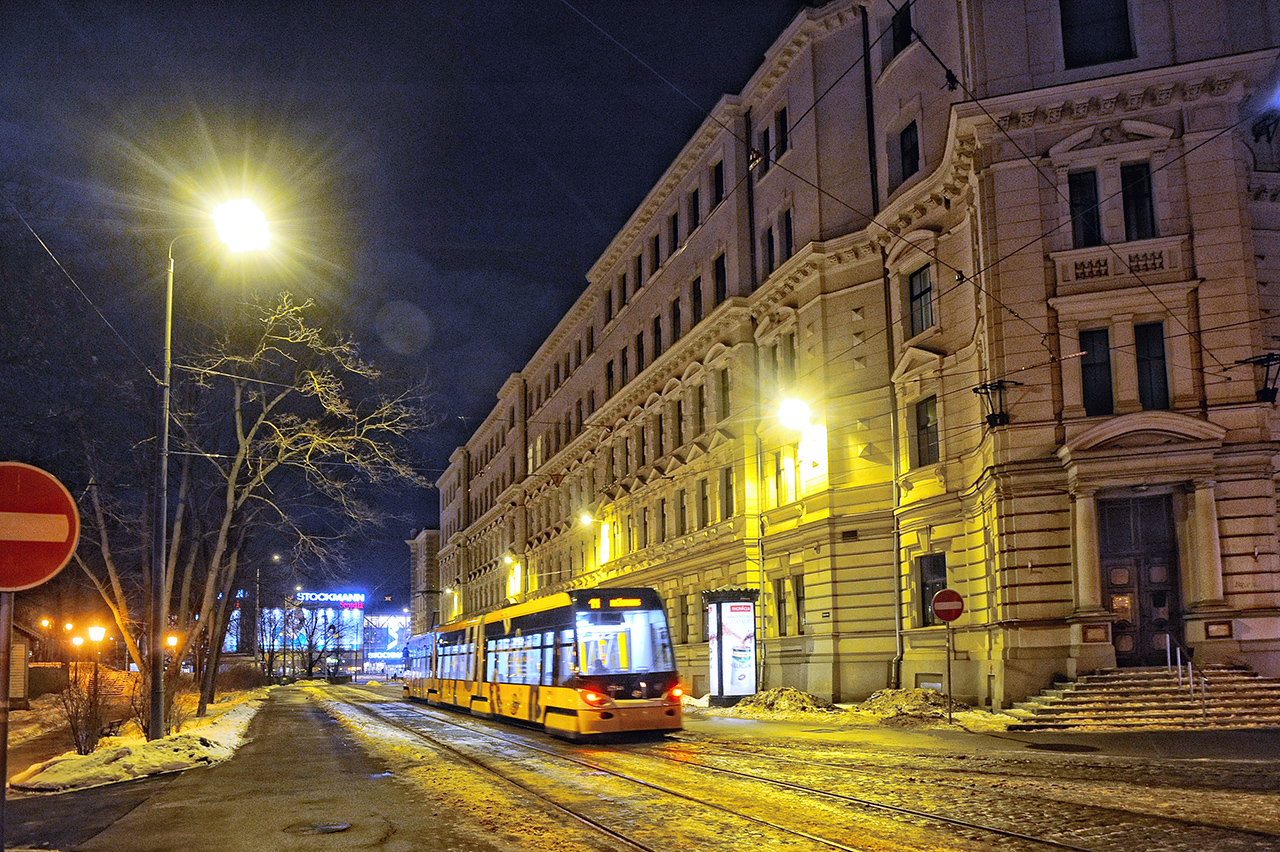
Зимний вид от ул. Кришьяня Барона
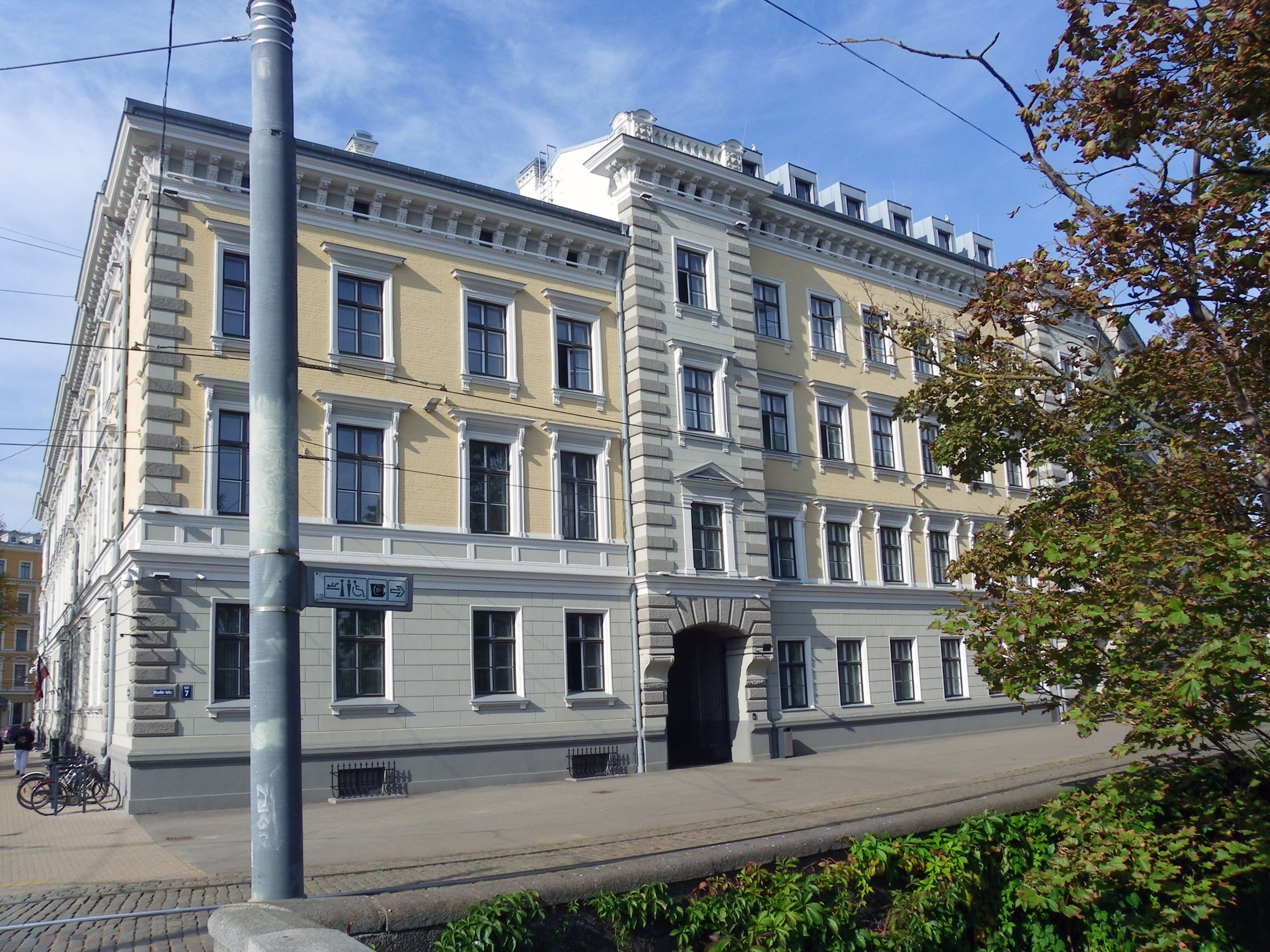
Вид на дом № 7
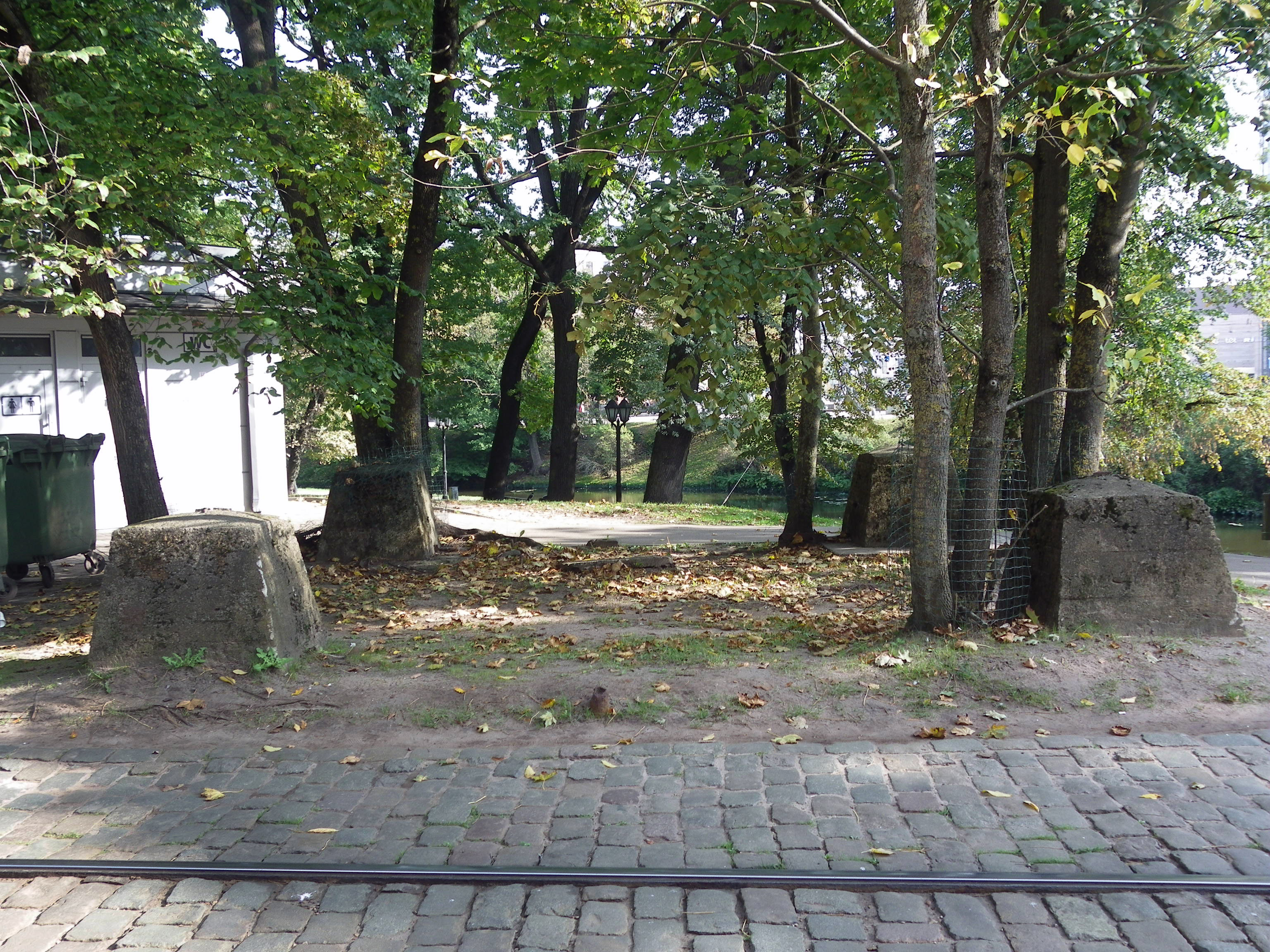
Бетонное основание радиомачты
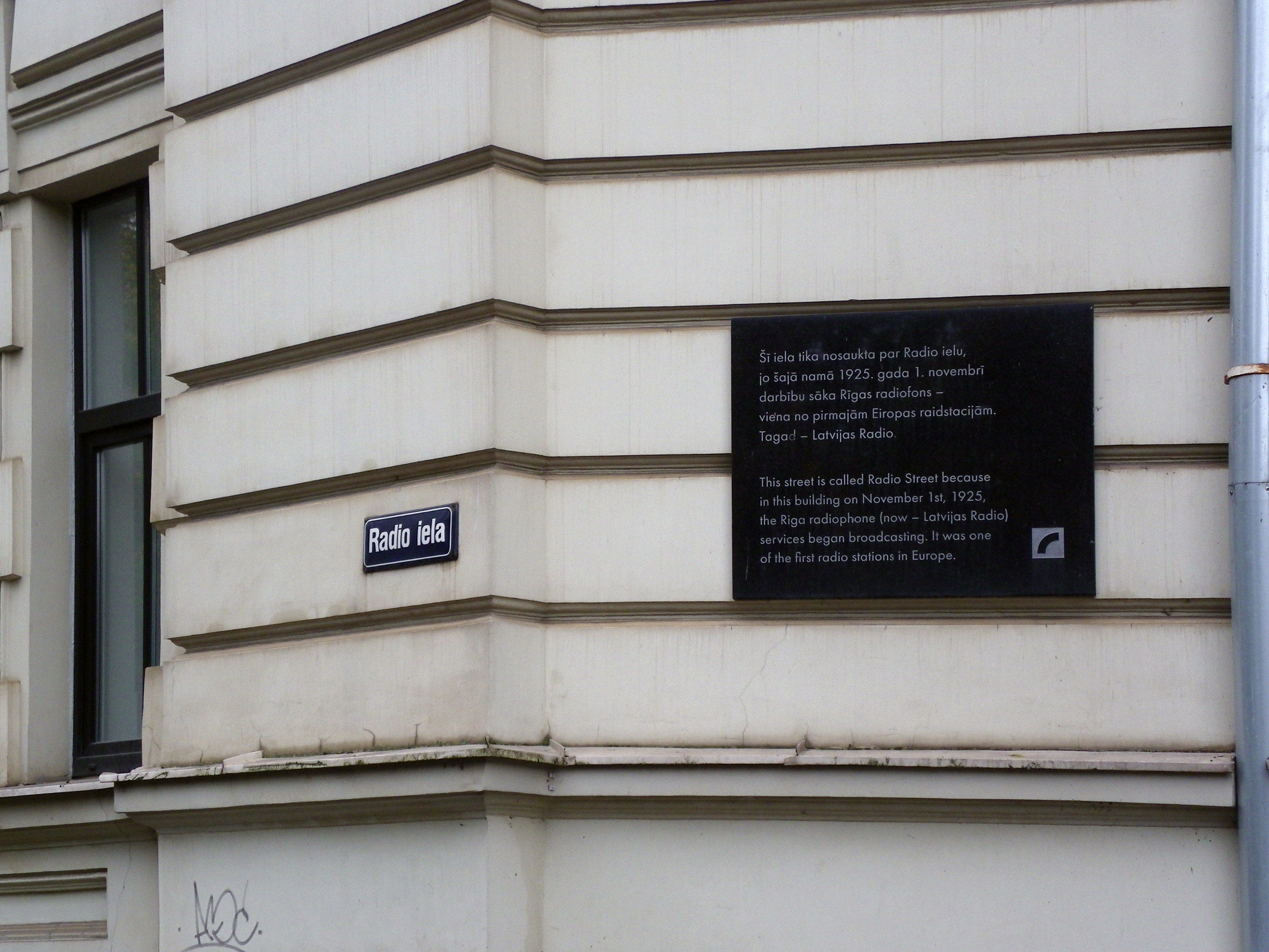
Мемориальная доска
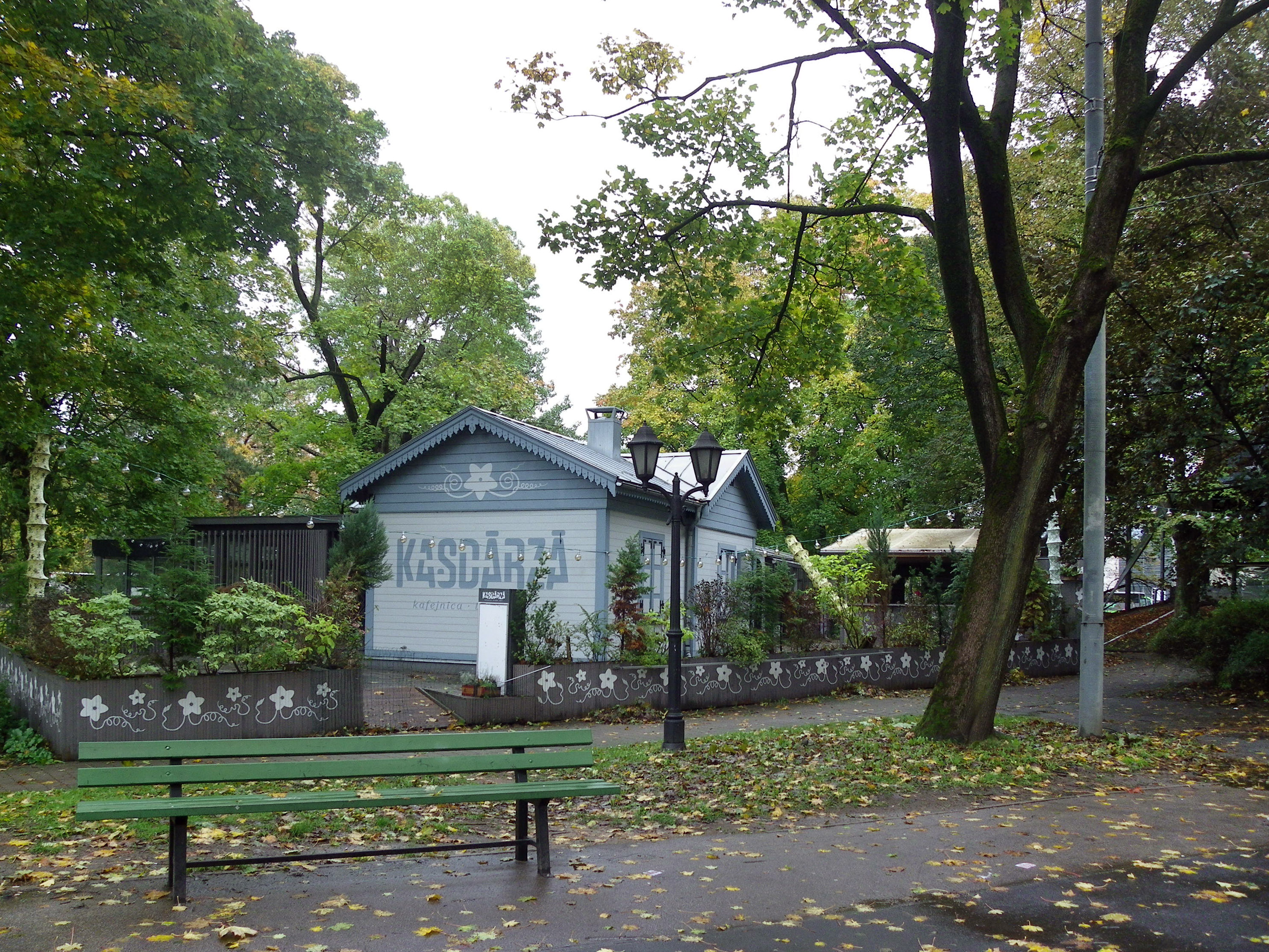
Кафе «Kas dārzā»